# (3144) Brosche
(3144) Brosche (1931 TY1; 1981 XG1) ist ein ungefähr vier Kilometer großer Asteroid des inneren Hauptgürtels, der am 10. Oktober 1931 vom deutschen (damals: Weimarer Republik) Astronomen Karl Wilhelm Reinmuth an der Landessternwarte Heidelberg-Königstuhl auf dem Westgipfel des Königstuhls bei Heidelberg (IAU-Code 024) entdeckt wurde.

## Benennung
(3144) Brosche wurde nach Peter Brosche (* 1936) benannt, der Astronom in Heidelberg und Bonn war. Er entwickelte die Bestimmung systematischer Unterschiede in orthogonalen Funktionen und untersuchte die Geschichte der Seeberg-Sternwarte und seines Gründers Franz Xaver von Zach. Die Benennung wurde von Lutz D. Schmadel vorgeschlagen und von Gerhard Klare unterstützt.